# Hofkapelle Schwaldhof

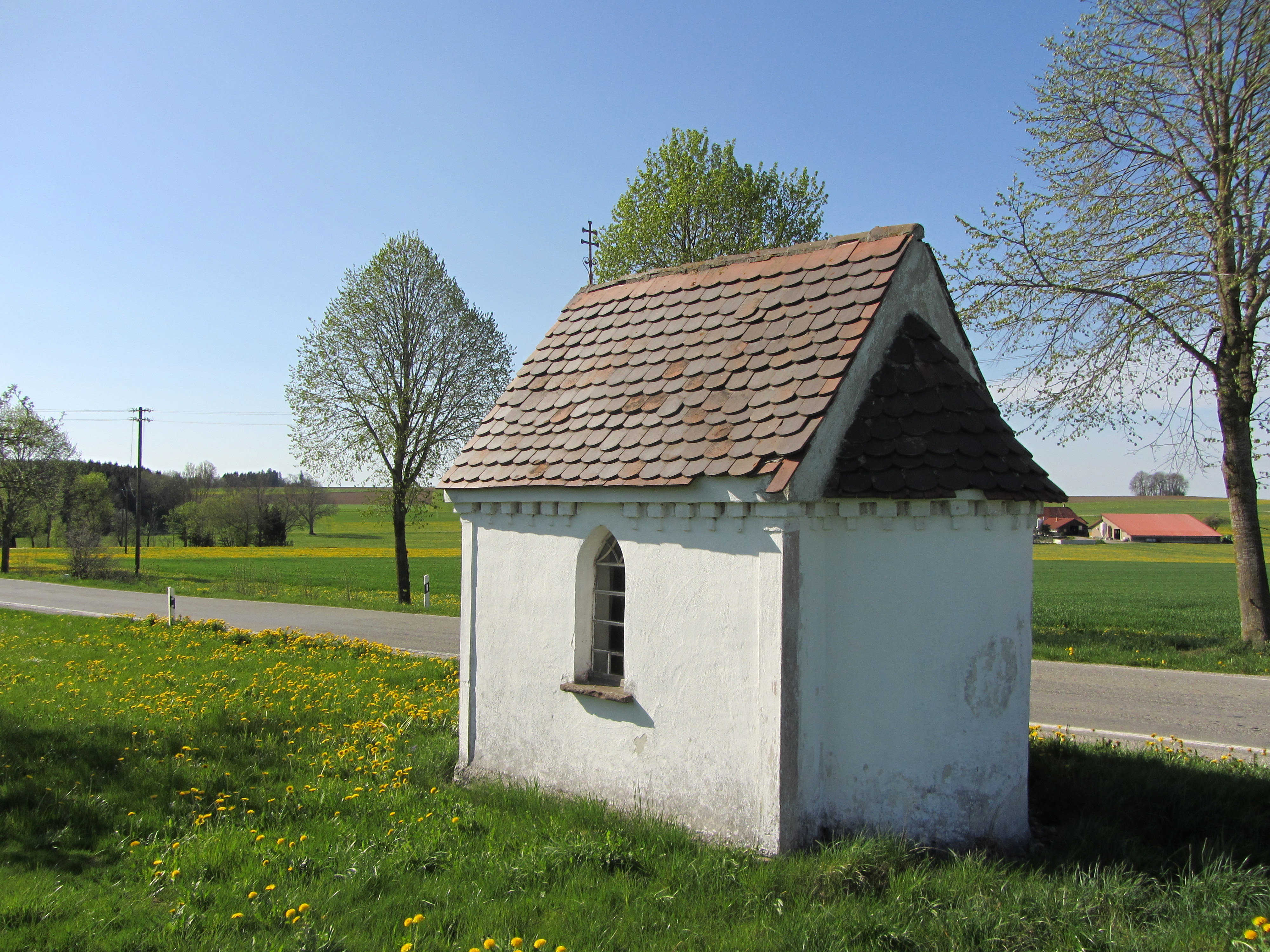
Hofkapelle Schwaldhof (2012)

Die Hofkapelle Schwaldhof ist eine Kapelle im Schwaldhof, einer Hofstelle zugehörig zu Dietmanns, einem Teilort von Bad Wurzach im Landkreis Ravensburg in Oberschwaben.
Die Hofkapelle Schwaldhof steht an der Kreisstraße 8032, die von Truilz nach Unterschwarzach führt. Die gemauerte, nicht geostete Kapelle wurde in den 1950er Jahren errichtet. Sie ist Bestandteil eines Gebäudeensembles mit einem altoberschwäbischen Eindachhof als Hauptgebäude. Er ist gemauert, weiß verputzt und hat ein steiles Satteldach mit Apsis. Das Dach ist mit Biberschwänzen gedeckt. Es hat auf der Ost- und Westseite jeweils ein Fenster mit Bleiverglasung. Die Eingangstüre mit einer sternförmigen Einlegearbeit ist auf der Südseite der Kapelle.
In der Kapelle befinden sich drei Kniebänke. Der Boden ist gefließt. Die Kapelle wurde schon mehrere Male von Dieben heimgesucht und teilweise ausgeraubt. Die verbliebenen wertvollen Figuren bewahrt der Eigentümer an einem sicheren Ort auf.
Sie ist eine von 43 Kapellen in der Raumschaft Bad Wurzach und gehört zu den fünf Dietmannser Kapellen.